# 迫川
迫川（はさまがわ）は、宮城県栗原市及び登米市を流れる北上川水系旧北上川の支流である。
栗原市の二迫川合流点より上流では、一迫川（いちはさまがわ）とも呼ばれている。

## 地理
栗駒山南麓「麝香熊沢」に端を発し渓流を集め「母沢」となり湯浜温泉上流の「上滝」・「下滝」を形成し、その後v字谷を形成し湯の倉温泉下流にて南に大きく流れを変え温湯温泉で一部隧道用水に分水され山沿いに流下浅布渓谷を形成し氾濫原跡を蛇行しながら花山湖に流入する。花山ダムで流量調整された河川は、多くの支流と合流し自然堤防跡に沿って流れ、「若柳狭窄部」・「佐沼狭窄部」を流下し旧迫川捷水路から登米市豊里町剣先で旧北上川に注ぐ。北上川第二の支流である。流域面積は913km2，延長87.4kmの一級河川で、中下流部が極めて低湿地のため，古くから水害常襲地帯となっていた。宮城県屈指の難治河川である。

## 流域の自治体
栗原市・登米市

## 歴史
流域下流の度重なる水害から地域を守る為、1932年（昭和7年）4月から1940年（昭和15年）3月にわたり、山吉田（山吉田橋付近）から剣先（のの岳駅付近）までのおよそ11.7kmを、川幅の広い新迫川として、ほぼ一直線に開削した。
支流の夏川では、1947年の増水時に住民が自らの村を守るために隣町（石森町）の堤防を破壊した例がある。また迫川本流でも各所で堤防が決壊。こちらは故意による破壊ではなかったが、決壊時には助かる側の住民の歓声と万歳の声が響き渡ったことが記録されている。

## 流域の道路
- 宮城県道36号築館登米線
- 国道398号
- 宮城県道1号古川佐沼線
- 国道346号
- 宮城県道15号古川登米線
- 宮城県道237号瀬峰豊里線
- 宮城県道61号涌谷津山線

## 主な支流
- 砥沢川
- 花山ダム
- 草木川
- 長崎川 - 小田ダム
- 昔川
- 二迫川
- 熊川
- 三迫川
- 大江堀川
- 長沼ダム導水路 - 長沼ダム
- 夏川 - 磯田川，上油田川、田町川、地田川
- 荒川 - 落堀川，三間堀川，熊谷川 - 伊豆沼、内沼 (登米市) - 八沢川，太田川、照越川
- 旧迫川

## 橋梁
- 徳富橋（沈下橋）
- 迫川橋梁 - 東北新幹線
- 若柳大橋 - 宮城県道185号
- 若柳第二大橋 - 宮城県道183号
- 迫川橋梁 - JR東北本線
- 若石大橋 - 登米北部広域農道（とめそよかぜライン）
- 紫雲山大橋 - みやぎ県北高速幹線道路（宮城県道36号築館登米線）
- 鹿ヶ城大橋 - 宮城県道36号築館登米線
- 錦橋 - 国道398号
- 佐沼大橋 - 宮城県道1号古川佐沼線
- 山吉田橋 - 国道346号
- 桜岡橋 - 宮城県道15号古川登米線
- 中埣橋
- 十五貫橋 - 宮城県道237号瀬峰豊里線
- 二ツ屋橋 - 宮城県道61号涌谷津山線
- 迫川橋梁 - JR気仙沼線